# Viscount Bolingbroke

Wappen der Viscounts Bolingbroke

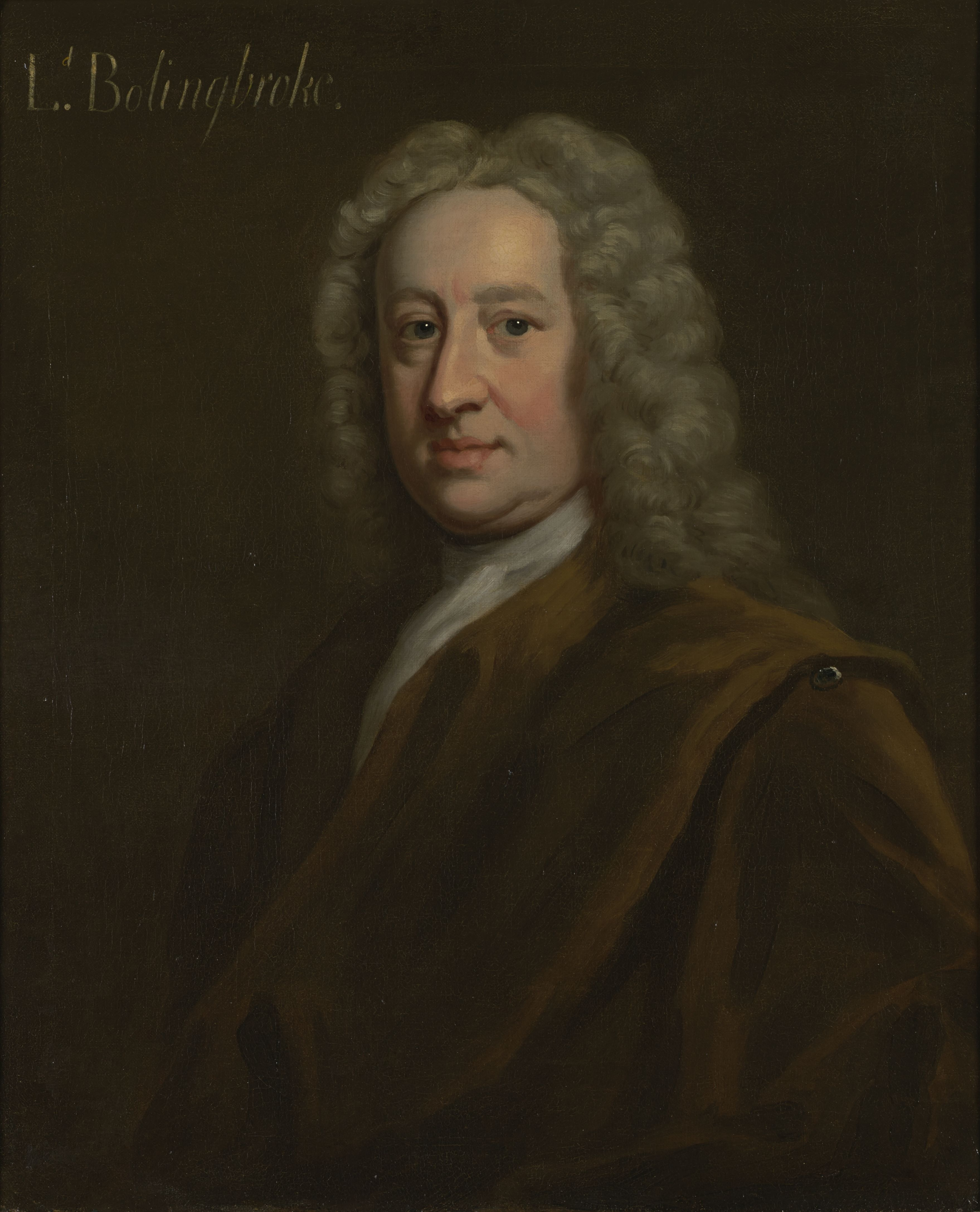
Henry St. John, 1. Viscount Bolingbroke

Viscount Bolingbroke, in the County of Lincoln, ist ein erblicher britischer Adelstitel in der Peerage of Great Britain.

## Verleihung
Am 7. Juli 1712 wurde der Titel für Henry St. John geschaffen. Zusammen mit der Viscountcy wurde ihm der nachgeordnete Titel Baron St. John, of Lydiard Tregoze in the County of Wilts verliehen. Da der 1. Viscount kinderlos war, wurden beide Titel mit dem besonderen Zusatz verliehen, dass sie in Ermangelung eigener männlicher Nachkommen auch an seinen Vater und dessen männliche Nachkommen vererbbar seien. Von seinem Vater erbte er 1742 zudem den Titel 5. Baronet St. John, of Lidiard Tregoze in the County of Wilts, der 1611 in der Baronetage of England seinem Urgroßvater verliehen worden war.
Als er 1751 kinderlos starb, erbte entsprechend dem besonderen Zusatz Frederick St. John, 3. Viscount St. John, der älteste Sohn seines Halbbruders, seine Titel. Dieser führte bereits die Titel Viscount St. John und Baron St. John, of Battersea in the County of Surrey, die 1716 in der Peerage of Great Britain dem Vater des 1. Viscounts Bolingbroke verliehen worden waren. Die Viscountcies Bolingbroke und St. John sind seither vereinigt.

## Liste der Viscounts Bolingbroke (1712)
- Henry St. John, 1. Viscount Bolingbroke (1678–1751)
- Frederick St. John, 2. Viscount Bolingbroke, 3. Viscount St. John († 1787)
- George St. John, 3. Viscount Bolingbroke, 4. Viscount St. John (1761–1824)
- Henry St. John, 4. Viscount Bolingbroke, 5. Viscount St. John (1786–1851)
- Henry St. John, 5. Viscount Bolingbroke, 6. Viscount St. John (1820–1899)
- Vernon St. John, 6. Viscount Bolingbroke, 7. Viscount St. John (1896–1974)
- Kenneth St. John, 7. Viscount Bolingbroke, 8. Viscount St. John (1927–2010)
- Henry St. John, 8. Viscount Bolingbroke, 9. Viscount St. John (1957–2011)
- Nicholas St. John, 9. Viscount Bolingbroke, 10. Viscount St. John (* 1974)

Mutmaßlicher Titelerbe (Heir Presumptive) ist der Großonkel des aktuellen Titelinhabers, Walter St. John (* 1921).